# Daniela Pavone
Daniela Pavone (Catania, 10 febbraio 1972) è un'ex calciatrice italiana di ruolo attaccante.

## Carriera
Nella stagione 2001-02 giocò con il Gravina Calcio in Serie A. Ha continuato a giocare nella squadra catanese fino alla scomparsa della società, nel 2006. Ha inoltre vestito la maglia del Siderno per qualche mese, disputando un torneo a Barcellona Pozzo di Gotto .
Nella stagione 2006-07 passa al calcio a 5 femminile, trovando un accordo con il Vittoria C5, società con sede a Ragusa, futura squadra Campione d'Italia a fine stagione 2012-2013.
Nel campionato 2007-08 milita nella squadra dell'Acese di cui diventa subito leader.
Ha vestito anche la maglia della Nazionale B.